# Vessioli (Kursk)
Vessioli - Весёлый - és un khútor (una mena d'entitat administrativa) del districte rural de Fatej (óblast de Kursk, Rússia). El 2010 tenia 5 habitants.